# Fear of Music
Fear of Music — третий студийный альбом американской рок-группы Talking Heads, записанный в апреле-мае в Нью-Йорке с продюсером Брайаном Ино и выпущенный 3 августа 1979 года записывающей компанией Sire Records. Fear of Music поднялся до 21-го места в Billboard 200 и до 33-й строки в UK Albums Chart.

## Об альбоме
Второй альбом группы More Songs About Buildings and Food значительно расширил звуковую палитру Talking Heads, сингл «Take Me to the River» вывел группу к широкой аудитории:27. После выступления в программе American Bandstand:145 музыканты решили, что не хотят, чтобы к ним относились как «к машине по производству синглов»:28. Весной 1979 года группа без продюсера вернулась в студию и записала несколько треков для демо:146.
Из альбома вышли три сингла: «Life During Wartime», «I Zimbra» и «Cities».
В 1985 году в США альбом получил «золотой» статус.

## Список композиций
Автор всех песен — Дэвид Бирн (исключения отмечены специально).
Сторона «А»
| №  | Название                                                                         | Длительность |
| -- | -------------------------------------------------------------------------------- | ------------ |
| 1. | «I Zimbra» (David Byrne, Brian Eno, Hugo Ball)                                   | 3:09         |
| 2. | «Mind»                                                                           | 4:13         |
| 3. | «Paper»                                                                          | 2:39         |
| 4. | «Cities»                                                                         | 4:10         |
| 5. | «Life During Wartime» (David Byrne, Chris Frantz, Jerry Harrison, Tina Weymouth) | 3:41         |
| 6. | «Memories Can’t Wait» (David Byrne, Jerry Harrison)                              | 3:30         |

Сторона «Б»
| №   | Название                               | Длительность |
| --- | -------------------------------------- | ------------ |
| 7.  | «Air»                                  | 3:34         |
| 8.  | «Heaven» (David Byrne, Jerry Harrison) | 4:01         |
| 9.  | «Animals»                              | 3:30         |
| 10. | «Electric Guitar»                      | 3:03         |
| 11. | «Drugs»                                | 5:10         |

Британская версия альбома вышла с приложением: бонус-синглом, куда вошли «Psycho Killer» и «New Feeling» из альбома Talking Heads: 77.
CD: Bonus tracks
| №   | Название              | Длительность |
| --- | --------------------- | ------------ |
| 12. | «Dancing for Money»   | 2:42         |
| 13. | «Life During Wartime» | 4:07         |
| 14. | «Cities»              | 5:30         |
| 15. | «Mind»                | 4:26         |

## Участники записи
К созданию альбома Fear of Music были превлечены:
| Talking Heads - Дэвид Бирн — ведущий вокал, гитара - Джерри Харрисон — гитара, бэк-вокал, клавишные - Тина Уйэмут — бас-гитара, бэк-вокал - Крис Франц — ударные Приглашённые музыканты - Брайан Ино — electronic treatments, бэк-вокал - The Sweetbreaths — бэк-вокал («Air») - Julie Last — бэк-вокал («I Zimbra») - Роберт Фрипп — гитара («I Zimbra») - Ari — конга («I Zimbra», «Life During Wartime») - Gene Wilder — конга («I Zimbra», «Life During Wartime») - Hassam Ramzy — сурдо («I Zimbra») - Abdou M’Boup — Джембе, говорящий барабан («I Zimbra») - Assane Thiam — перкуссия («I Zimbra») | Продюсирование - Brian Eno — producer - Talking Heads — producers - Joe Barbaria — engineer - Rod O’Brian — engineer - Neil Teeman — engineer - Tom Heid — assistant engineer - Julie Last — assistant engineer - Chris Martinez — assistant engineer - Phil Gitomer — engineering crew - Dave Hewitt — engineering crew - Booster McAllister — engineering crew - Fred Ridder — engineering crew - Greg Calbi — mastering Дизайн - Jerry Harrison — обложка, artwork assistant - David Byrne — обложка - Jimmy Garcia — thermograph photography - Philip Strax — thermograph assistant |